# Zavkhanmandal, Zavkhan
Zavkhanmandal (tiếng Mông Cổ: Завханмандал) là một sum của tỉnh Zavkhan ở miền tây Mông Cổ. Vào năm 2005, dân số của sum là 1.324 người.

## Địa lý
Sum có diện tích khoảng 3.600 km2. Trung tâm sum, Nuga, nằm cách tỉnh lỵ Uliastai 167 km và thủ đô Ulaanbaatar 1.350 km.

### Khí hậu
Zavkhanmandal có khí hậu bán khô hạn. Nhiệt độ trung bình hàng năm ở khu vực này là 3 °C. Tháng ấm nhất là tháng 7, khi nhiệt độ trung bình là 25 °C và lạnh nhất là tháng 1, với -24 °C. Lượng mưa trung bình hàng năm là 178 mm. Tháng ẩm ướt nhất là tháng 8, với lượng mưa trung bình là 43 mm, và khô nhất là tháng 1, với 1 mm.

## Kinh tế
Sum có một trường học, bệnh viện, trung tâm thương mại và nhà văn hóa.